# Rami Yacoub
Rami Yacoub är en svensk musikproducent och låtskrivare och tidigare del av de framgångsrika musikstudiorna Cheiron och Maratone. Tillsammans med Max Martin och andra producenter har han skrivit och producerat låtar för artister som Backstreet Boys, Pink, Britney Spears, E-Type, Westlife, Nicki Minaj, Enrique Iglesias, Céline Dion, N Sync och One Direction. Yacoub har också skrivit låtar tillsammans med producenten Avicii.
Rami Yacoub, som är uppväxt i Rissne och Haninge, spelade i tonåren bas i ett hårdrockband och började senare göra remixer. 1998 blev han tillfrågad av Max Martin att börja arbeta i Cheironstudion i Stockholm. Det första samarbetet med Max Martin resulterade i Britney Spears världshit …Baby One More Time. I slutet av 2000-talet startade Rami tillsammans med Carl Falk produktionsbolaget Kinglet Studios. 2013 tilldelades han och Falk utmärkelsen Platinagitarren.